# Кленце
Кленце (нім. Clenze) — громада в Німеччині, розташована в землі Нижня Саксонія. Входить до складу району Люхов-Данненберг. Складова частина об'єднання громад Люхов.
Площа — 71,77 км2. Населення становить 2251 ос. (станом на 31 грудня 2021).